# Raimund II. (Tripolis)
Raimund II. von Tripolis (* um 1115; † 1152 in Tripolis) war Graf von Tripolis ab 1137.
Er war der Sohn von Pons von Tripolis und Cäcilia von Frankreich. 1137 heiratete er Hodierna, Tochter von Balduin II., König von Jerusalem. Er folgte seinem Vater noch im gleichen Jahr, nachdem dieser in einer Schlacht gegen Damaskus gefallen war. 1142 holte er den Johanniterorden in die Grafschaft, dem er neben weiteren Festungen den Krak des Chevaliers übergab, eine große Burg an der Straße von Damaskus ans Mittelmeer, und die Sicherung der Grenzgebiete übertrug, die häufig von Damaskus und den Soldaten Zengis von Aleppo und Mosul überfallen wurden. Dafür wurde den Johannitern innerhalb der Grafschaft faktische Unabhängigkeit gewährt. Die Etablierung der Johanniter in der Grafschaft bedrohte auch die nahegelegenen Gebiete der Assassinen.
Raimund stritt oft mit seiner Gattin Hodierna, es gab Gerüchte, die die Ehelichkeit der gemeinsamen Tochter Melisende in Zweifel zogen. Hodiernas Schwester Königin Melisende von Jerusalem wurde 1152 zur Vermittlung nach Tripolis gebeten. Man einigte sich schließlich den Zwist beizulegen, allerdings sollte Hodierna Melisende urlaubsweise nach Jerusalem begleiten. Bei ihrer Abreise geleitete Raimund die beiden etwa eine Meile, bevor er nach Tripolis zurückkehrte. Als er durch das Südtor in die Stadt zurückritt, wurde er von einer Gruppe Assassinen angegriffen und erdolcht. Zwei Ritter, die ihn begleiteten, darunter Ralph von Merle, wurden ebenfalls getötet. Die Mörder entkamen, die Beweggründe der Tat wurden nie geklärt. Raimund II. war der erste Nichtmuslim, der von Assassinen getötet wurde.
Ihm folgte sein minderjähriger Sohn Raimund III., für den zunächst seine Mutter Hodernia und sein Onkel Balduin III. von Jerusalem die Regentschaft übernahmen.

## Nachkommen
Mit Hodernia hatte er zwei Kinder:
- Raimund III. (* um 1142; † 1187), Graf von Tripolis, Regent von Jerusalem, Fürst von Galiläa
- Melisende (* um 1143; † nach 1161), abgewiesene Verlobte des byzantinischen Kaisers Manuel I. (Princesse Lointaine)